# Moulton Castle
Moulton Castle, auch King’s Hall Park, ist eine Burgruine 2,4 km südlich des Dorfes Moulton in der englischen Grafschaft Lincolnshire. Die Burg, deren Ruine heute ein Scheduled Monument ist, stammt vermutlich aus dem 12. Jahrhundert. Sie gehörte Anfang des 13. Jahrhunderts Thomas of Moulton; in dieser unruhigen Zeit wurden die meisten derartigen Festungen gebaut. Bis mindestens 1313 blieb die Burg in Händen der Familie Moulton.
Bisher gab es keine formellen Ausgrabungen und auch sonst gibt es nur wenige Quellen über dieses Anwesen, daher bleibt vieles unklar. Man weiß nicht, ob es sich um eine richtige Burg oder nur um ein befestigtes Herrenhaus handelte, warum sie isoliert und so weit von Dorf entfernt lag und wann und warum es verlassen wurde. 1461 wären Reparaturen dringend notwendig gewesen und 1531 war nicht mehr viel davon übrig. Mauerreste haben sich heute nicht mehr erhalten, sondern nur ein großer, D-förmiger Graben und einige Erdwerke, die kaum von den in der Nähe vorbeiführenden Straßen aus wahrnehmbar sind. Die bisher einzigen Untersuchungen auf dem Anwesen wurden während des Zweiten Weltkrieges durchgeführt. Die British Home Guard entdeckte Tongefäße aus dem 13. Jahrhundert, als sie einen Bunker graben wollte, und ebenso eine Flurwanderungsexpedition einer nahegelegenen Schule.
Es gibt Berichte darüber, dass ein Teil der Bausteine der Burg zum Bau der Vorhalle für die Kirche im nahegelegenen Holbeach verwendet wurde.